# Tornei di tennis maschili nel 1886
Prima della nascita della cosiddetta "Era Open" del tennis, ossia l'apertura ai tennisti professionisti degli eventi più importanti, tutti i tornei erano riservati ad atleti dilettanti. Nel 1886 tutti i tornei erano amatoriali, tra questi c'erano i tornei del Grande Slam: il Torneo di Wimbledon, e gli U.S. National Championships.

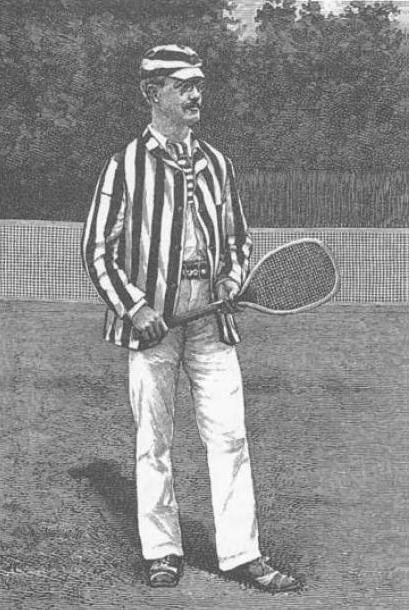
Immagine di Richard Sears che nel 1886 vinse la 6ª edizione degli U.S. National Championships

Nel 1886 venne disputata la decima edizione del Torneo di Wimbledon questo vide la sesta vittoria di William Renshaw vincitore nel challenge round sul britannico Herbert Lawford per 6–0, 5–7, 6–3, 6–4 nella riedizione della sfida decisa dell'anno precedente; quest'ultimo si era imposto nella finale del torneo preliminare sul britannico Ernest Wool Lewis per 6–2, 6–3, 2–6, 4–6, 6–4. William Renshaw nel corso della sua carriera avrebbe vinto in totale 7 edizioni del Torneo di Wimbledon stabilendo un record che detiene insieme a Pete Sampras e Roger Federer. Nella terza edizione del doppio maschile si sono imposti William ed Ernest Renshaw che hanno battuto nel challenge round Claude Farrer ed Arthur John Stanley per 6-3, 6-3, 4-6, 7-5.
Nel 1886 venne disputata anche la settima edizione dell'Irish Championships dove s'impose il britannico Herbert Lawford che sconfisse in finale Willoughby Hamilton per 5-7 6-4 6-4 7-5. Nello U.S. National Championships, (oggi conosciuto come US Open) tenutosi sui campi in erba del Newport Casino di Newport negli Stati Uniti nel singolare maschile s'impose ancora lo statunitense Richard Sears, che sconfisse nel challenge round il connazionale Robert Livingston Beeckman in 4 set col punteggio di 4-6 6-1 6-3 6-4. Oltre al torneo di singolare maschile si disputò anche il torneo di doppio dove s'imposero lo stesso Sears e James Dwight che in finale hanno battuto Howard Taylor e Godfrey Binley 7-5, 5-7, 7-5, 6-4.
Nel New South Wales Championships di Sydney ad imporsi nel singolare maschile fu l'australiano William John Bush-Salmon che in finale ha battuto il connazionale Walter John Carre Riddell col punteggio di 6-0, 6-0, 5-7, 8-6.
Nel British Covered Court Championships di Londra, uno dei primi tornei della storia ad essere disputato su campi indoor, s'impose nel singolare maschile Ernest Lake Williams che in finale sconfisse Herbert Lawford per 7–5, 6–3, 6–0.

## Calendario
| Circuito nordamericano |
| Tornei del Grande Slam |

### Gennaio
Nessun evento

### Febbraio
Nessun evento

### Marzo
Nessun evento

### Aprile
| Settimana | Torneo                                                                            | Vincitore                                | Finalista       | Semifinalisti | Eliminati ai quarti |
| --------- | --------------------------------------------------------------------------------- | ---------------------------------------- | --------------- | ------------- | ------------------- |
| 17 aprile | British Covered Court Championships 1886 Londra, Gran Bretagna Singolare - Doppio | Ernest Lake Williams 6-2 1-6 5-7 6-4 6-4 | Herbert Lawford |               |                     |
| 17 aprile | British Covered Court Championships 1886 Londra, Gran Bretagna Singolare - Doppio |                                          |                 |               |                     |

### Maggio
| Settimana | Torneo                                                                  | Vincitore                                  | Finalista                                 | Semifinalisti                   | Eliminati ai quarti                                                 |
| --------- | ----------------------------------------------------------------------- | ------------------------------------------ | ----------------------------------------- | ------------------------------- | ------------------------------------------------------------------- |
| Maggio    | Irish Championships 1886 Dublino, Irlanda Singolare - Doppio            | Herbert Lawford 5-7 6-4 6-4 7-5            | Willoughby Hamilton                       |                                 |                                                                     |
| Maggio    | Irish Championships 1886 Dublino, Irlanda Singolare - Doppio            |                                            |                                           |                                 |                                                                     |
| 18 maggio | New South Wales Championships 1886 Sydney, Australia Singolare - Doppio | Charles William Cropper 6-0, 6-0, 5-7, 8-6 | William John Bush-Salmon R. D. Fitzgerald | L. A. Whyte Charles T. Metcalfe | Walter John Carre Riddell H. E. Merewether J. R. King H. W. Bartram |
| 18 maggio | New South Wales Championships 1886 Sydney, Australia Singolare - Doppio |                                            |                                           | L. A. Whyte Charles T. Metcalfe | Walter John Carre Riddell H. E. Merewether J. R. King H. W. Bartram |

### Giugno
| Settimana | Torneo                                                                           | Vincitore                                       | Finalista                 | Semifinalisti | Eliminati ai quarti |
| --------- | -------------------------------------------------------------------------------- | ----------------------------------------------- | ------------------------- | ------------- | ------------------- |
| Giugno    | Torneo di Cheltenham 1886 Cheltenham, Gran Bretagna Singolare - Doppio           | Ernest de Sylly Hamilton Browne 6-3 6-2 2-6 9-7 | James Dwight              |               |                     |
| Giugno    | Torneo di Cheltenham 1886 Cheltenham, Gran Bretagna Singolare - Doppio           |                                                 |                           |               |                     |
| Giugno    | West of England Championships 1886 Bath, Gran Bretagna Singolare - Doppio        | James Dwight 6-4 6-3 6-4                        | Henry Grove               |               |                     |
| Giugno    | West of England Championships 1886 Bath, Gran Bretagna Singolare - Doppio        |                                                 |                           |               |                     |
| Giugno    | London Athletic Club Championships 1886 Londra, Gran Bretagna Singolare - Doppio | Ernest Lewis 7-5 6-1 6-3                        | Charles Hoadley Ashe Ross |               |                     |
| Giugno    | London Athletic Club Championships 1886 Londra, Gran Bretagna Singolare - Doppio |                                                 |                           |               |                     |
| 5 giugno  | Kent Championships 1886 Beckenham, Gran Bretagna Singolare - Doppio              | Herbert Chipp 6-4 3-6 6-3 2-6 6-3               | Edward James Avory        |               |                     |
| 5 giugno  | Kent Championships 1886 Beckenham, Gran Bretagna Singolare - Doppio              |                                                 |                           |               |                     |
| 12 giugno | Middle States Championships 1886 Hoboken, USA Singolare - Doppio                 | Leonard A. Beekman 1-6 8-6 6-2 6-8 6-1          | William E. Glyn           |               |                     |
| 12 giugno | Middle States Championships 1886 Hoboken, USA Singolare - Doppio                 |                                                 |                           |               |                     |
| 20 giugno | Scottish Championships 1886 Edimburgo, Gran Bretagna Singolare - Doppio          | Patrick Bowes-Lyon 6-1 4-6 6-1 6-1              | Herbert Bowes-Lyon        |               |                     |
| 20 giugno | Scottish Championships 1886 Edimburgo, Gran Bretagna Singolare - Doppio          |                                                 |                           |               |                     |
| 20 giugno | Welsh Championships 1886 Penarth, Gran Bretagna Singolare - Doppio               | Ernest de Sylly Hamilton Browne 6-0 ritiro      | James Baldwin             |               |                     |
| 20 giugno | Welsh Championships 1886 Penarth, Gran Bretagna Singolare - Doppio               |                                                 |                           |               |                     |
| 27 giugno | Northern Championships 1886 Liverpool, Gran Bretagna Singolare - Doppio          | Herbert Grove 6-4 6-3 6-1                       | James Dwight              |               |                     |
| 27 giugno | Northern Championships 1886 Liverpool, Gran Bretagna Singolare - Doppio          |                                                 |                           |               |                     |

### Luglio
| Settimana | Torneo                                                            | Vincitore                                      | Finalista                         | Semifinalisti | Eliminati ai quarti |
| --------- | ----------------------------------------------------------------- | ---------------------------------------------- | --------------------------------- | ------------- | ------------------- |
| 9 luglio  | New England Championships 1886 New Haven, USA Singolare - Doppio  | Henry Slocum 6-4 6-2 7-5                       | Frank Beach                       |               |                     |
| 9 luglio  | New England Championships 1886 New Haven, USA Singolare - Doppio  |                                                |                                   |               |                     |
| 13 luglio | Torneo di Wimbledon 1886 Londra, Gran Bretagna Singolare - Doppio | William Renshaw 6-0 5-7 6-3 6-4                | Herbert Lawford                   |               |                     |
| 13 luglio | Torneo di Wimbledon 1886 Londra, Gran Bretagna Singolare - Doppio | William Renshaw Ernest Renshaw 6-3 6-3 4-6 7-5 | Claude Farrer Arthur John Stanley |               |                     |

### Agosto
| Settimana | Torneo                                                                 | Vincitore                                     | Finalista                    | Semifinalisti | Eliminati ai quarti |
| --------- | ---------------------------------------------------------------------- | --------------------------------------------- | ---------------------------- | ------------- | ------------------- |
| Agosto    | Torneo di Exmouth 1886 Exmouth, Gran Bretagna Singolare - Doppio       | Henry Grove 6-2 7-9 6-4 7-5                   | Henry Edwin Hunter Kent      |               |                     |
| Agosto    | Torneo di Exmouth 1886 Exmouth, Gran Bretagna Singolare - Doppio       |                                               |                              |               |                     |
| Agosto    | Derbyshire Championships 1886 Buxton, Gran Bretagna Singolare - Doppio | Thomas Spread Campion 5-7 6-2 6-1 9-7         | Percy Bateman Brown          |               |                     |
| Agosto    | Derbyshire Championships 1886 Buxton, Gran Bretagna Singolare - Doppio |                                               |                              |               |                     |
| 21 agosto | Northwestern Championships 1886 Maline, USA Singolare - Doppio         | W.N. Armstrong 6-5 6-1 6-2                    | Harry P. Robinson            |               |                     |
| 21 agosto | Northwestern Championships 1886 Maline, USA Singolare - Doppio         |                                               |                              |               |                     |
| 28 agosto | U.S. National Championships 1886 Newport, USA Singolare - Doppio       | Richard Sears 4-6 6-1 6-3 6-4                 | Robert Livingston Beeckman   |               |                     |
| 28 agosto | U.S. National Championships 1886 Newport, USA Singolare - Doppio       | Richard Sears James Dwight 7-5, 5-7, 7-5, 6-4 | Howard Taylor Godfrey Binley |               |                     |

### Settembre
| Settimana   | Torneo                                                                           | Vincitore                | Finalista                            | Semifinalisti | Eliminati ai quarti |
| ----------- | -------------------------------------------------------------------------------- | ------------------------ | ------------------------------------ | ------------- | ------------------- |
| 7 settembre | South of England Championships 1886 Eastbourne, Gran Bretagna Singolare - Doppio | Ernest Lewis 6-3 6-4 6-0 | Herbert William Wrangham Wilberforce |               |                     |
| 7 settembre | South of England Championships 1886 Eastbourne, Gran Bretagna Singolare - Doppio |                          |                                      |               |                     |

### Ottobre
| Settimana  | Torneo                                                                            | Vincitore                                           | Finalista   | Semifinalisti | Eliminati ai quarti |
| ---------- | --------------------------------------------------------------------------------- | --------------------------------------------------- | ----------- | ------------- | ------------------- |
| 3 ottobre  | Southern Championships 1886 Wilmington, USA Singolare - Doppio                    | C. Bemont Davis 6-2 6-1 6-2                         | E. Porter   |               |                     |
| 3 ottobre  | Southern Championships 1886 Wilmington, USA Singolare - Doppio                    |                                                     |             |               |                     |
| 14 ottobre | North of England Championships 1886 Scarborough, Gran Bretagna Singolare - Doppio | Ernest de Sylly Hamilton Browne 6-3 4-6 6-3 2-6 6-2 | Henry Grove |               |                     |
| 14 ottobre | North of England Championships 1886 Scarborough, Gran Bretagna Singolare - Doppio |                                                     |             |               |                     |
| 15 ottobre | National Collegiate Championships 1886 New Haven, USA Singolare - Doppio          | Godfrey Brinley                                     | P.S. Sears  |               |                     |
| 15 ottobre | National Collegiate Championships 1886 New Haven, USA Singolare - Doppio          |                                                     |             |               |                     |
| 26 ottobre | Victorian Championships 1886 Melbourne, Australia Singolare - Doppio              | Walter John Carre Riddell 3-6 6-2 6-4 6-4           | Dudley Webb |               |                     |
| 26 ottobre | Victorian Championships 1886 Melbourne, Australia Singolare - Doppio              |                                                     |             |               |                     |

### Novembre
Nessun evento

### Dicembre
| Settimana   | Torneo                                                                      | Vincitore                                 | Finalista   | Semifinalisti | Eliminati ai quarti |
| ----------- | --------------------------------------------------------------------------- | ----------------------------------------- | ----------- | ------------- | ------------------- |
| 31 dicembre | New Zealand Championships 1886 Wellington, Nuova Zelanda Singolare - Doppio | Percival Clennell Fenwick 6-2 6-0 6-4     | E.P. Hudson |               |                     |
| 31 dicembre | New Zealand Championships 1886 Wellington, Nuova Zelanda Singolare - Doppio | Minden Fenwicke Percival Clennell Fenwick |             |               |                     |

### Senza data
| Settimana | Torneo                                                                                  | Vincitore                      | Finalista              | Semifinalisti | Eliminati ai quarti |
| --------- | --------------------------------------------------------------------------------------- | ------------------------------ | ---------------------- | ------------- | ------------------- |
|           | Northumberland Championships 1886 Newcastle upon Tyne, Gran Bretagna Singolare - Doppio | Patrick Bowes-Lyon 6-3 6-0 6-0 | Kenneth Ramsden Marley |               |                     |
|           | Northumberland Championships 1886 Newcastle upon Tyne, Gran Bretagna Singolare - Doppio |                                |                        |               |                     |